# Metadasylobus macedonicus
Metadasylobus macedonicus is een hooiwagen uit de familie echte hooiwagens (Phalangiidae).